# John Ormonde
John Michael Ormonde (15 septembre 1905-25 juin 1981) est un homme politique irlandais du Fianna Fáil.

## Jeunesse
Il est né le 15 septembre 1905 à Lismore, comté de Waterford, fils de John Ormonde, commerçant, et de son épouse, Ann Ormonde (née O'Brien). Il fait ses études au Lismore CBS. Membre de la Fianna Éireann, il livre des dépêches pendant la guerre civile irlandaise, jusqu'à son arrestation avant son dix-septième anniversaire en 1923. Il est emprisonné au château de Lismore et à Fermoy, mais il s'échappe et reste en fuite jusqu'à la fin de la guerre civile.
Il fréquente le De La Salle College de Waterford et obtient son diplôme d'enseignant en 1928. Il est nommé directeur de l'école nationale de Kilmacthomas, comté de Waterford, en 1932.
Il épouse Hanna Mary Hickey, une infirmière, en juillet 1931. Ils ont une fille et trois fils. Son fils Donal est député du Fianna Fáil pour Waterford de 1982 à 1987.

## Politique
Membre fondateur du Fianna Fáil à Waterford, il devient membre du conseil du comté de Waterford. Il est élu au Dáil Éireann lors d'une élection partielle en octobre 1947 en tant que député Fianna Fáil pour la circonscription de Waterford. En 1957, il rejoint le cabinet d'Éamon de Valera comme ministre des Postes et Télégraphes. Il reste au gouvernement jusqu'en 1959. Il perd son siège au Dáil aux élections générales de 1965. Il est élu pour le Panel travailliste lors des élections de 1965 au 11e Seanad.